# Dopethrone
Dopethrone – trzeci album długogrający doom metalowego zespołu Electric Wizard. Został wydany w 2000 roku przez Rise Above Records i powtórnie wydany, z dodatkowymi utworami, przez tę samą wytwórnię w 2004 i 2007 roku.
Dopethrone, razem z Come My Fanatics..., jest często uznawany jako przełomowy album Electric Wizard i szczyt ich kariery. Recenzenci opisywali go jako „absolutnie najwolniejszy, najcięższy doom metal, jaki możecie sobie wyobrazić” i dodawali że „to może być najlepsza płyta jaka do tej pory wyłoniła się z całej brytyjskiej sceny stoner-rockowej”.
Na tym albumie, bardzo powolna, ciężka i psychodeliczna muzyka Electric Wizard staje się bardziej szorstka i agresywna. Śpiew Jusa Oborna został mocno zniekształcony i zniżony podczas miksowania, gitary są ekstremalnie przestrojone, a para piosenek – „Vinum Sabbathi” i „We Hate You” – trwają mniej niż 6 minut, co jest rzadkością w utworach Electric Wizard.

## Lista utworów
- Wszystkie utwory zostały napisane przez Oborna.

1. „Vinum Sabbathi” – 3:06
2. „Funeralopolis” – 8:43
3. „Weird Tales” – 15:04
I. „Electric Frost"
II. „Golgotha"
III. „Altar of Melektaus"
4. „Barbarian” – 6:29
5. „I, the Witchfinder” – 11:04
6. „The Hills Have Eyes” – 0:46
7. „We Hate You” – 5:08
8. „Dopethrone” – 20:48 (10:35 na wersjach razem z piosenką „Mind Transferral”)
9. „Mind Transferral” – 14:54 (tylko reedycje)

## Klipy dźwiękowe
- „Vinum Sabbathi” i „Mind Transferral” zawierają klip dźwiękowy z programu 20/20, 16 maja 1985, z dyskusji o satanizmie.
- „Barbarian” zawiera klip dźwiękowy z filmu Conan Barbarzyńca.
- „I, The Witchfinder” i „Dopethrone” zawiera klip dźwiękowy z filmu Mark of the Devil.
- „We Hate You” zawiera klip dźwiękowy z filmu The Dunwich Horror.

## Muzycy
- Jus Oborn – gitara, śpiew, efekty
- Tim Bagshaw – gitara basowa, fuzz bass, efekty
- Mark Greening – perkusja, „assault and battery” (napaść z pobiciem)
- Teksty – Jus Oborn
- Muzyka – Electric Wizard
- Okładka – Hugh Gilmour, Tim Bagshaw i Jus Oborn

## Historia wydawnictwa
| Rok  | Wytwórnia        | Format | Kraj    | Wyprzedany? | Uwagi |
| ---- | ---------------- | ------ | ------- | ----------- | --- |
| 2000 | Rise Above       | CD     | U.K.    | Tak         | oryginalne wydanie CD                                                                                                 |
| 2001 | JVC Victor       | CD     | Japonia | Tak         | zawiera dodatkowe utwory                                                                                              |
| 2001 | The Music Cartel | CD     | U.S.    | Tak         | |
| 2004 | Rise Above       | CD     | U.K.    | Tak         | zawiera dodatkowe utwory                                                                                              |
| 2004 | Rise Above       | 2LP    | U.K.    | Tak         | zawiera dodatkowe utwory; limitowane 1500 kopii (1000 białych, 500 czarnych)                                          |
| 2007 | Rise Above       | 2LP    | U.K.    | Tak         | zawiera dodatkowe utwory; limitowane 800 kopii (50 purpurowych, 100 bursztynowych, 100 przezroczystych, 550 czarnych) |
| 2007 | Rise Above       | DigiCD | U.K.    | Nie         | wersja remasterowana; zawiera dodatkowe utwory                                                                        |
| 2007 | Candlelight      | DigiCD | U.S.    | Nie         | wersja remasterowana; zawiera dodatkowe utwory                                                                        |